# 田中遜

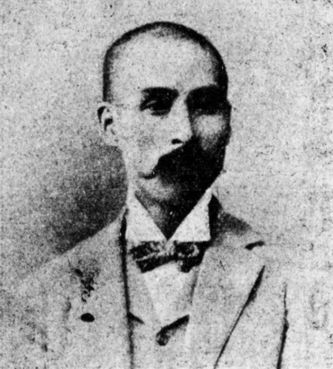
田中遜

田中 遜（たなか ゆずる、1864年10月16日（元治元年9月16日）- 1942年（昭和17年）7月5日）は、明治から昭和期の法学者、実業家、政治家、華族。衆議院議員、伯爵。旧姓、岩神、井原。

## 経歴
土佐藩士・井原昻（岩神昻）の二男として高岡郡佐川村（現佐川町）に生まれ、1888年、元老院議官・田中光顕の養子となる。養父の隠居に伴い、1932年8月15日、伯爵を襲爵した。
1891年、フランスに留学。エッキス文科大学、同法律大学で学び、1898年、ドクツール・アン・ドロワ（法学博士）の学位を取得。さらにパリ法科大学で学び、1900年、ドクツール・アン・ドロワ・エ・シャンス・ポリチック・エ・エコノミック（政治経済学博士）の学位を取得。この間、パリ東洋語学校で教師を務め、1900年、パリ万国博覧会附属万国学芸会議内商工業教育万国会議に委員として出席した。
1901年に帰国し、学習院教授を嘱託されローマ法を講義した。1902年8月、第7回衆議院議員総選挙で高知県郡部から立憲政友会所属で出馬して当選し、衆議院議員を一期務めた。1907年に設立された東洋コンプレッソルの取締役となり、以後、専務取締役、社長を歴任した。1938年（昭和13年）郷里の佐川町に人材育成のための奨学会「菊水会」を設立した。

## 著作
- 述『羅馬法』法政大学39年度第1学年講義録、法政大学、1906年。

## 親族
- 先妻：岩子（滋野井公寿長女、離縁）[1]
- 後妻：直栄（西村亮吉長女、離縁）[1]
- 後妻：ムラ（野村源助三女）[1]
- 嗣子：光素（伯爵、1946年5月に爵位を返上）[1]
- 女子：豊子（村田五郎夫人）[1]